# Hypena medionigra
Hypena medionigra là một loài bướm đêm trong họ Erebidae.